# Ghána
Ghána, hivatalosan Ghánai Köztársaság (angol: Republic of Ghana) ország Nyugat-Afrikában, csupán néhány fokra északra az Egyenlítőtől. A greenwichi délkör a fővárostól néhány kilométerre keletre halad át. Keletről Togo, északról Burkina Faso, nyugatról Elefántcsontpart, délről pedig a Guineai-öböl határolja.
Ghána soknemzetiségű ország, sokszínű lakossággal, nyelvi és vallási csoportokkal. Vallásilag a többség keresztény (kb. 71%), közel egyötöde muszlim, kevesebb mint egytizede pedig hagyományos vallást gyakorol. 1993 óta a kontinens egyik legszabadabb és legstabilabb kormányával rendelkezik, és viszonylag jól teljesít az egészségügy, a gazdasági növekedés és az emberi fejlődés mutatóiban. Jelentős befolyást élvez Nyugat-Afrikában.

## Nevének eredete
Az országot a valaha létezett Ghánai Birodalom után nevezték el, de ennek a névnek az eredete sem teljesen tisztázott. Több elképzelés szerint, amelyeket egyebek mellett a volt ghánai elnök Kwame Nkrumah is képviselt (aki nyelvész és történész is volt) egy összetett szóból alakulhatott ki, amely a Ghánai birodalom uralkodói címe lehetett: a ga-na kifejezés talán vitéz király-t takar. A másik lehetséges verzió, hogy a ga-adaigme népcsoport nevéből ered. Nkrumah ezen elképzeléseit azonban mások nem fogadják el, s megállapításaiban még elfogultságot is vélnek felfedezni, lévén az elnök erőteljes pánafrikanista is volt.
Egyéb elterjedt elmélet a szoninke nyelv gajannia szavára vezeti vissza, amely szintén a harc, háború szavakkal van összefüggésben.

## Természeti földrajza

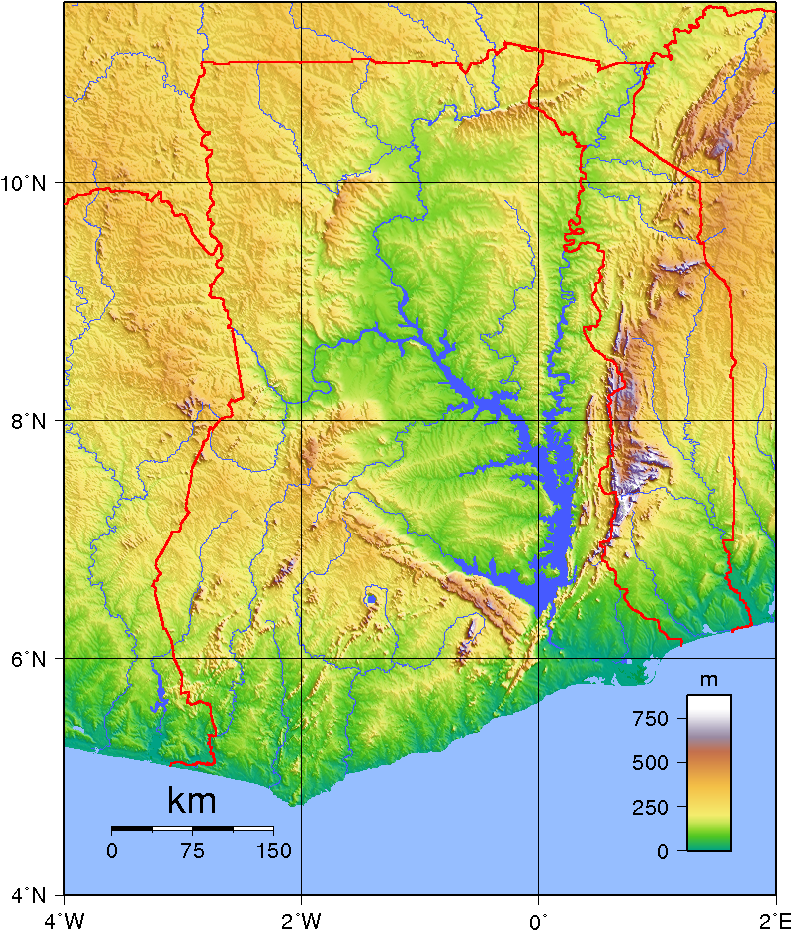
Ghána domborzati térképe

### Domborzata
Ghána nagy része dombság, az ország közel fele 150 méternél alacsonyabban fekszik a tenger szintje felett.
A tengerpart hossza 543 km. Az ország 158 000 km²-én van a Volta vízgyűjtő területe.
Az országot földrajzilag 5 tájra oszthatjuk: alföldek az ország déli részén, Ashanti-felföld, Akwapim-Togó dombság, Volta-medence és magasföldek észak-északnyugaton.
Az Akwapim-Togó-dombság és az Atakora-hegység egészen Beninig fut. Az ország legmagasabb pontja a 885 m magas Afagyato hegy, amely a togói határon fekszik.

### Vízrajza
Az ország közepén lévő Volta-tó (8500 km²) a világ legnagyobb mesterséges tava, az ország területének 3,6%-át teszi ki. Az ország nagyobb folyói: Fekete-Volta, Fehér-Volta, Afram, Daka, Oti, Pra, Tano, Ankobra, Birim és Densu. Az országnak nincs természetes tengeri kikötője, ezért két mesterséges kikötőt építettek Takorádiban és Temában.
Az ország egyetlen krátertava az Ashanti régió fővárosától, Kumasitól mintegy 30 km-re kialakult Bosumtwi-tó (Lake Bosumtwi). Ismert üdülőkörzet, ahol viszonylag háborítatlan a táj és gazdag az élővilág..

### Éghajlata

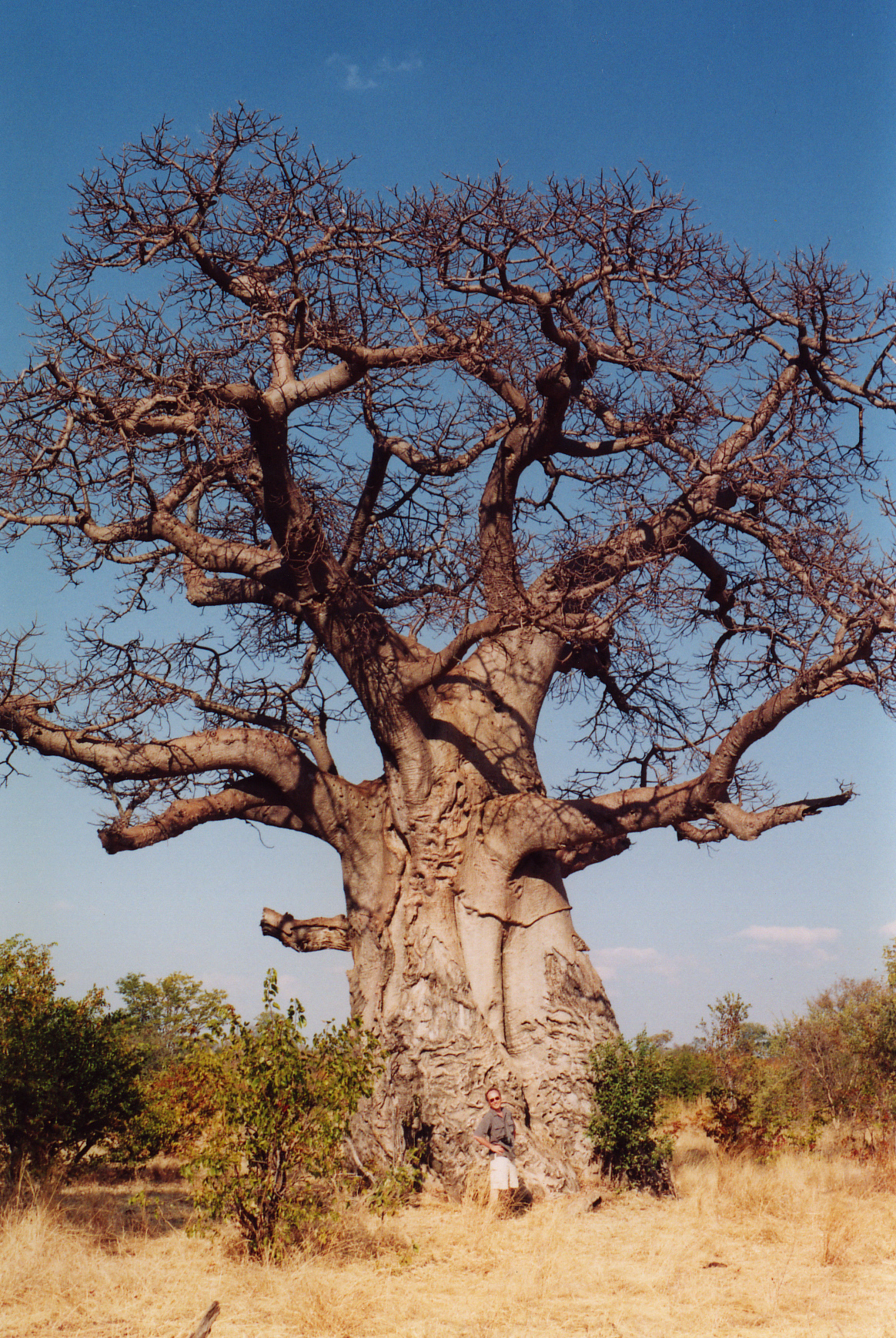
Majomkenyérfa Észak-Ghánában

Ghána éghajlata trópusi. Délen, a partvidéken az évi csapadékmennyiség 2000 mm felett van, északon csak 1000 mm.

### Növény- és állatvilága
Élővilága fő értékeinek a madarakat és a lepkéket tartják.
Az eredeti növénytakaró a partvidéken és az ahhoz közeli dombságokon esőerdő volt. Nagyobb részét a 20. században kivágták, leginkább délnyugaton találhatók meg az egykori erdőségek maradványai. A kivágott erdőségek helyén ma sűrű bozótos nő. Észak felé haladva, ahogy a csapadék csökken, ezt az övet szavanna váltja fel, tovább északra pedig füves puszták.
Az országban 55 170 km² őserdő volt 2005-ben, ami 1154 km²-rel csökken évente.
Ghána állatvilága fajokban gazdag. Az erdős területeken több mint 200 féle madár, 222 különféle emlős állat, 131 féle hüllő, számtalan lepke és gyík faj él.
A folyókban 90 halfajta található, például tilápia és afrikai törpe harcsa.
A szavannán leopárdok, oroszlánok, elefántok, orrszarvúak, gnúk, antilopok, varacskos disznók, majmok élnek.

#### Nemzeti parkjai
Ghánában is kiépült a természetvédelem modern rendszere.
- Mole Nemzeti Park — szavanna, a folyók mentén galériaerdővel.
- Kakum Nemzeti Park — a trópusi esőerdőben[12] rendkívül magasra nőnek a fák.
- Digya Nemzeti Park — a Volta-tó nyugati partján szavanna, galériaerdő.
- Bui Nemzeti Park — a Fekete-Volta két partján, sok vízilóval.
- Bia Nemzeti Park és bioszféra rezervátum — az örökzöld és a lombhullató erdők határvidékén.
- Nini Suhien Nemzeti Park — a nyugati országrész örökzöld erdeiben.
- Kyabobo Nemzeti Park — félszáraz lombhullató erdő.

Természetvédelmi területei közül kiemelendő
- az Owabi madárrezervátumban különösen sok madár- és (nappali) lepkefaj él.[12]
- a Shai dombság természetvédelmi területet (Shai Hills Resource Reserve) a Nagy Accra régió Shai Osudoku megyéjében, Doryumu városához közel jelöltzék ki 1962-ben 4700 hektáron az erdei élővilág védelmére.[15] A ritka Anubisz-pávián (zöld pávián, Papio anubis) menedéke.

#### Természeti világörökségei
Jelenleg nem tart számon ghánai tájat az UNESCO világörökségként.

## Történelme
A középkorban létezett már egy Ghána állam, ahonnan az akan népek ősei erednek, az azonban nem is érintette a mai Ghána területét. A térség sok népvándorlást élt meg; az akanul beszélő népek a 15. század vége felé kezdtek beköltözni. A 16. század elejére az akanok szilárdan megalapozódtak a Bonoman nevű államban, amelyről később a Brong-Ahafo régiót nevezték el.
1600 körül a mai Közép-Ghána területén létrejött annak a királyságnak az alapja, amelyből később kialakult az Asanti Birodalom . Ez a birodalom a 19. századig fennmaradt.

### Gyarmati időszak

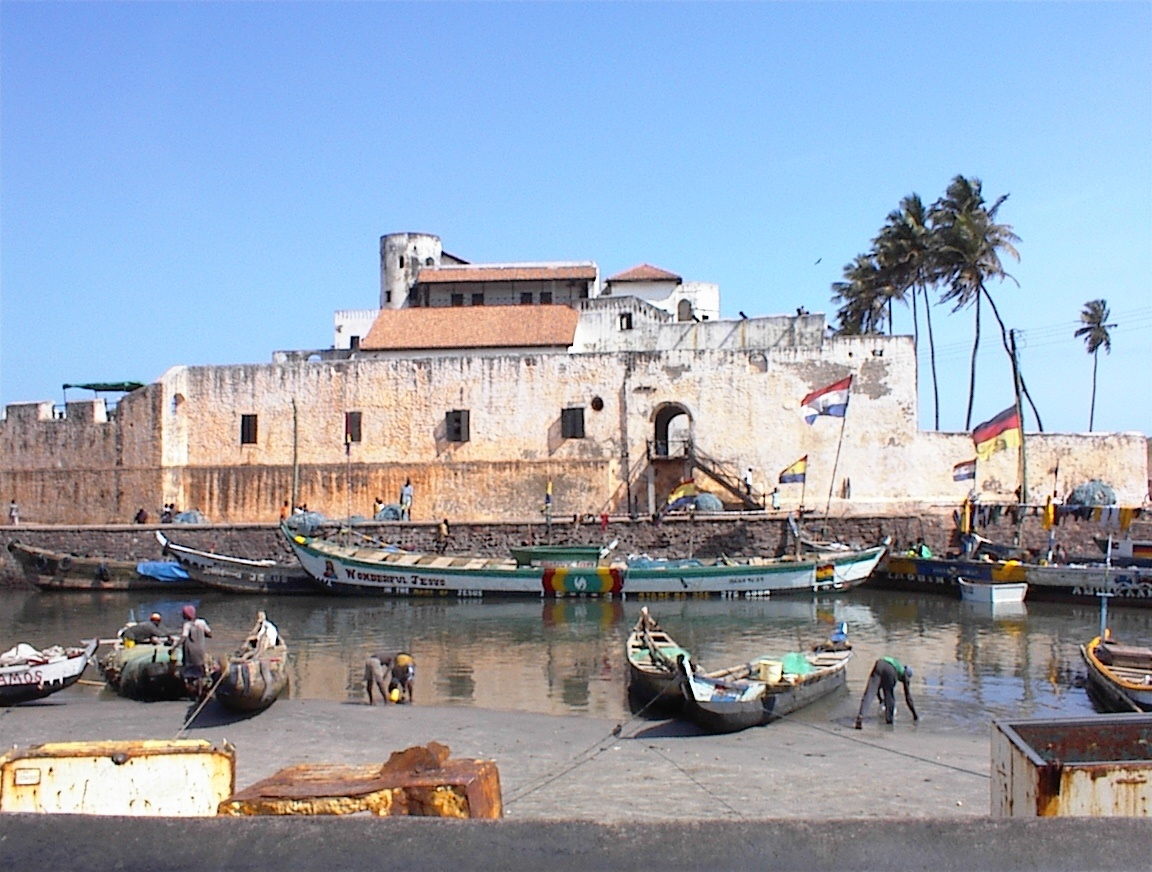
Elmina erőd, a rabszolga-kereskedelem első központja

Az úgynevezett Aranyparton 1482-ben a portugálok felépítették Elmina erődjét. Ez lett az arany-, az elefántcsont- és a rabszolga-kereskedelem központja. A 17. században a portugálokat kiszorítva a hollandok, angolok, svédek, dánok is meghódítottak egy kis szeletet a parton. Emiatt Európán kívül sehol máshol a világon nem látni ilyen sűrűn európai építésű katonai létesítményeket. A leghosszabb ideig az angolok maradtak itt.

### 19-21. század
1820 körül lett az Aranypart Nagy-Britannia birtoka. 1874-ben koronagyarmattá nyilvánították. A második világháború idején 40 000 ghánai vett részt a harcokban a brit hadseregben.
1947-ben Kwame Nkrumah harcot indított a függetlenség elnyerésére. Ő az Amerikai Egyesült Államokban járt egyetemre, ahol megismerkedett a pánafrikai eszmékkel. Valójában nem csupán Aranypart függetlenségére törekedett, hanem olyan egységes Afrikáról álmodott, amely képes ellenállni a neokolonialista törekvéseknek. Szándéka szerint ebben az Afrikában a következő elvek érvényesültek volna: szabadság és igazság, egyenlőség és ingyenes oktatás mindenkinek, tekintet nélkül a gyerekek nemzetiségére vagy vallására.
A függetlenséget 1957. március 6-án vívta ki Ghána, első elnöke Nkrumah lett. Ekkor Aranyparthoz csatolták Brit Togót is. A fiatal ország gyors iparosításba kezdett a szocialista tervgazdálkodásra emlékeztető módon. Az 1960-as évekre Afrika egyik legjobban iparosodott, legfejlettebb országává küzdötte fel magát.
1966-ban Nkrumah hatalmát katonai puccs számolta fel, bizonyos vélemények szerint a CIA állt a háttérben. Sorozatos katonai puccsok következtek. A katonák azonban korruptak voltak, képtelennek bizonyultak az ország irányítására, és Ghána hanyatlani kezdett. 1981-ben Jerry John Rawlings repülőhadnagy megdöntötte a hivatalban lévő juntát és megpróbálta demokratizálni Ghánát.
Az átmeneti gyors fejlődést hanyatlás követte a kakaó árának csökkenése és a kőolaj drágulása miatt. A gazdasági hanyatlást és a fizetési mérleg súlyos hiányát politikai válságok tetézték. Az ország gazdasága összeomlott, az 1980-as évek végére gyakorivá váltak az éhínségek. A stabilizációs program kidolgozásához és bevezetéséhez a Nemzetközi Valutaalap és a Világbank adott irányelveket. A gazdasági egyensúly helyreállt, de ennek áraként elmélyültek a társadalmi feszültségek, növekedtek a környezeti károk.
1992 óta az ország demokratikus köztársaság.
2020-ban az egykori Brit Togo Nyugat-Togo néven függetlennek kiáltotta ki magát; azóta tart Ghána keleti részén a Nyugat-togói felkelés.

## Népessége
A népesség eloszlása egyenlőtlen: a partvidék viszonylag sűrűn lakott, a mezőgazdaság és kereskedelem jelenti a megélhetést. Az északi rész a mostoha természeti feltételek okán ritkán lakott.
Az országban jellemzően nagycsaládosok élnek, a rokonok segítik egymást. A városokban él a lakosság közel fele.

### Népességének változása
| Lakosok száma | 6 652 516 | 7 891 194 | 9 083 737 | 10 354 855 | 12 311 805 | 15 043 053 | 17 568 461 | 20 301 686 | 23 691 533 | 32 833 031 |
|               | 1960      | 1966      | 1972      | 1978       | 1984       | 1991       | 1997       | 2003       | 2009       | 2021       |

### Népcsoportok
A lakosság nagyon sokszínű, csakúgy mint egész Afrikában. Sokféle etnikai csoport él az országban, szinte mindannyian sötét bőrű szudáni népcsoportok. Legnépesebb etnikum az akan 44%-kal, őket követik a moszik, a szomszédos Burkina Faso legnépesebb etnikuma 16%-os aránnyal. Nem sokkal kevesebben vannak az ewék 13%-kal. A ga-adaigme törzsek 8%-ot tesznek ki. Több országban is elterjedt szudáni népcsoport a gurmák és a jorubák, előbbiek 3, utóbbiak már csak 0,6%-át adják a népességnek. Ezenkívül még számtalan kisebb szudáni fekete népcsoport él az országban. Ők a csekély számú európai (brit) származású lakossal együtt 15%-át teszik ki a népességnek.

### Nyelvek
Ghana egy soknyelvű ország, ahol mintegy nyolcvan nyelvet beszélnek. Ezek közül a gyarmati korszakból örökölt angol a hivatalos nyelv és 2019 óta a francia is azon az úton van, hogy második hivatalos nyelv legyen, mivel Ghánát francia nyelvű országok veszik körül. 2005 óta Ghána társult tagja a Francophonie (Frankofón országok) Nemzetközi Szervezetének.
Az őshonos nyelvek közül az akan a legszélesebb körben beszélt nyelv.

### Vallások
2000

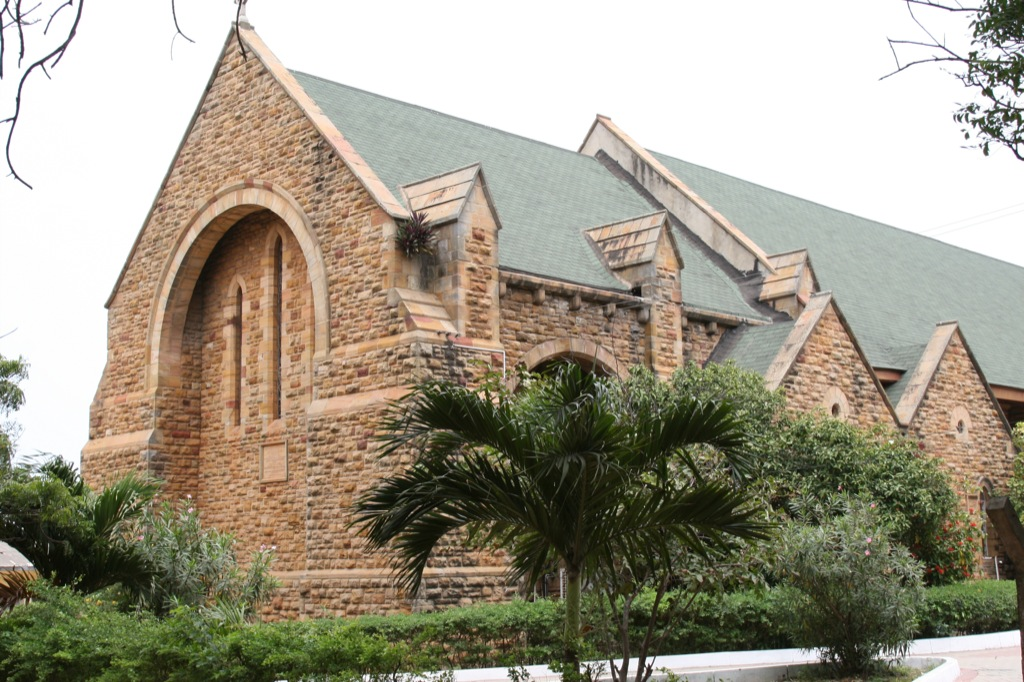
Az anglikán Szentháromság Katedrális, Accra

A 2000-ben végzett népszámlálás adatai szerint a lakosság:
- 68,8%-a keresztény (24,1% pünkösdi-karizmatikus, 18,6% egyéb protestáns, 15,1% katolikus, a maradék egyéb),
- 15,9%-a muszlim,
- 8,5%-a törzsi, hagyományos vallású,
- 0,7% egyéb és 6,1% nem válaszolt.

2021
A 2021-es népszámlálás alapján:
- 71,3 % keresztény  (31,6% pünkösdi-karizmatikus, 17,4% protestáns, 10% katolikus, 12,3 egyéb keresztény)
- 19,9 % muszlim,
- 7,7 % hagyományos vallású vagy egyéb,
- 1,1% nem vallásos.

A keresztények aránya városokban kicsit magasabb (közel 75%), mint vidéken (67%), míg a hagyományos vallásúaké vidéken magasabb, az iszlám követői minimális eltérést mutatnak.
Az emberek nagyon vallásosak, úgy gondolják, aki nem hívő, azt könnyen baj érheti.

## Államszervezete és közigazgatása

### Alkotmánya, államformája
Államforma: elnöki köztársaság.
1957. március 6-án Ghána elérte a függetlenségét, ez volt az első afrikai ország, amely a gyarmati országok közül szabad lett. Azóta különböző demokratikus és diktatórikus kormányok kerültek hatalomra. 1993. január 7. óta elnöki köztársaság a Nemzetközösségen belül. A parlament egykamarás, amelyben 230 képviselő foglal helyet. A többpártrendszerű országban jelenleg az Nemzeti Demokratikus Kongresszus (NDC) 114 képviselővel vesz részt, az ellenzéki Új Hazafi Párt (NPP) 107 helyet tud magáénak, a Népi Nemzeti Kongresszus (PNC) 2, a Népi Konvent Párt (CPP) 1 helyet szerzett és 4 független képviselő került be a 228 fős parlamentbe.
A parlament és az elnök is 4 évre kap bizalmat a szavazóktól. A legutóbbi választás 2008 decemberében volt, ahol John Evans Atta Mills győzött. Az alkotmány garantálja a lakosságnak, hogy szabadon éljen és magántulajdonnal rendelkezzen.

### Közigazgatási beosztása

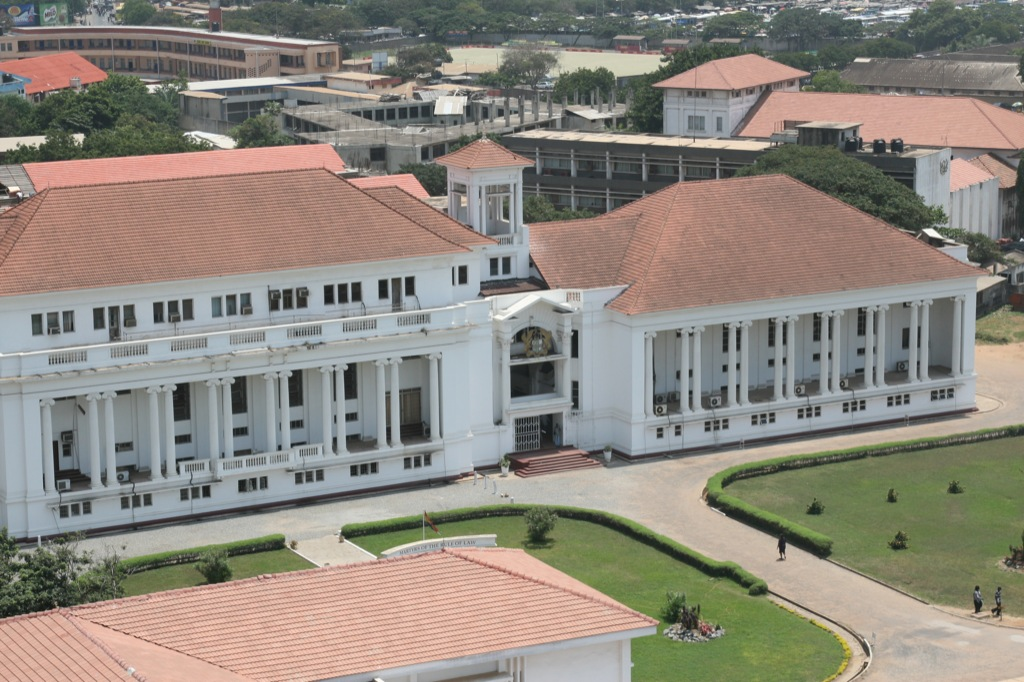
A legfelsőbb bíróság épülete Accrában

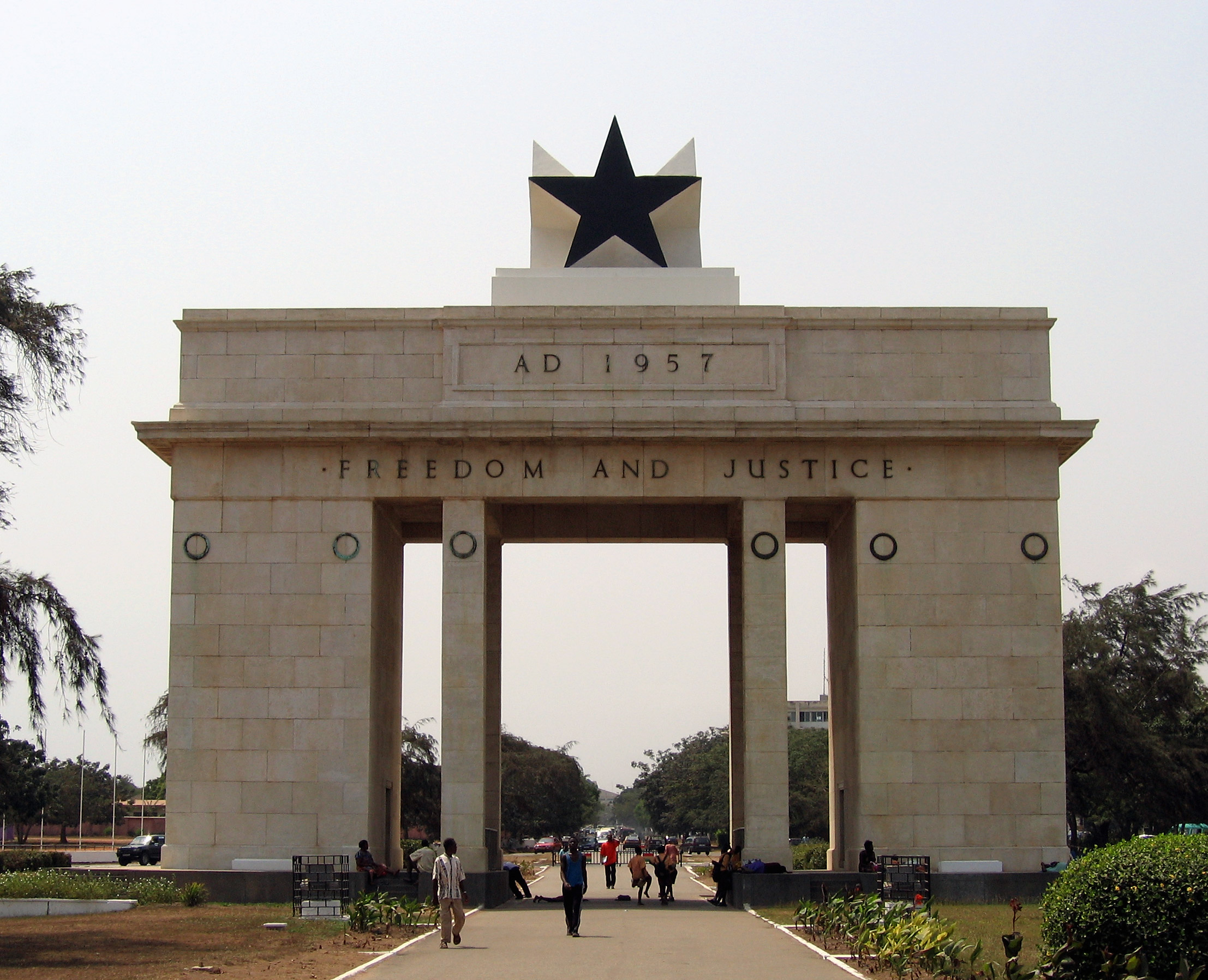
A függetlenségi emlékmű

Az országban 10 régió van.
| Ghána közigazgatási régiói | - Ashanti régió - Brong-Ahafo régió - Központi régió - Közel-keleti régió - Nagy Accra régió - Északi régió - Távolkeleti régió - Távolnyugati régió - Volta régió - Közelnyugati régió |

### Politikai pártjai
| 2008-ban a következő politikai pártok voltak hivatalosan regisztrálva: - Convention People's Party, (CPP) – Népi Kongresszus Párt (szocialista) - Democratic Freedom Party, (DFP) - Demokratikus Szabadság Párt - Democratic People’s Party, (DPP) – Demokrata Néppárt - Every Ghanaian Living Everywhere (EGLE) - Ghana Democratic Republican Party, (GDRP) – Ghánai Demokratikus Köztársasági Párt - Great Consolidated Popular Party, (GCPP) – Nagy Egyesült Nemzeti Párt - National Democratic Congress, (NDC) – Nemzeti Demokratikus Kongresszus - National Reform Party (NRP) - Nemzeti Reform Párt - New Patriotic Party, (NPP) – Új Hazafias Párt - New Vision Party - Új Vízió Párt - People's National Convention, (PNC) – Népi Nemzeti Kongresszus - Reformed Patriotic Democrats - Hazafias Reform Párt - United Ghana Movement, (UGM) – Egyesült Ghána Mozgalom - United Love Party - Egyesült Szeretet Párt - United Renaissance Party, (UNP) – Egyesült Reneszánsz Párt |

### Elnökei
| - Kwame Nkrumah (1960–1966) - Joseph Arthur Ankrah (1966–1969) - Akwasi Afrifa (1969–1970) - Nii Amaa Ollennu (1970) - Edward Akufo-Addo 1970–1972 - Ignatius Kutu Acheampong (1972–1978) - Fred Akuffo (1978–1979) - Jerry John Rawlings (1979) - Hilla Limann (1979–1981) - Jerry John Rawlings 1981–2001) - John Agyekum Kufuor (2001–2008) - John Atta Mills (2008–2012) - John Dramani Mahama (2012–2017) - Nana Akufo-Addo (2017–2025) - John Dramani Mahama (2025– ) |

### Külpolitikája
Az ország Amerika-barát. Ghána Nyugat-Afrikában a legstabilabb ország. Az ország több humanitárius és katonai bevetésen vesz részt. Az ENSZ megbízásából Libanonban, Koszovóban, Elefántcsontparton, Burundiban és Szudánban (Darfur) is állomásoztat katonákat.
Ghána tagja az ENSZ-nek, az Afrikai Uniónak, a Nemzetközösségnek, a Nyugat-afrikai Gazdasági Közösségnek (ECOWAS), a Nemzetközi Valutaalapnak (IWP), a Nemzetközi Munkaügyi Szervezetnek (ILO).
Az ENSZ főtitkára 1997 és 2006 között a ghánai Kofi Annan volt. Érdekesség, hogy a Magyarországgal szomszédos Szlovénia egyik városának, Pirannak polgármestere, Peter Bossman is ghánai születésű.

### Környezetvédelme
Japánból, az Egyesült Államokból és Európából Ghánába szállított elektronikai hulladék kérdése felveti a környezeti igazságosság kérdését, Ghánának komoly környezeti problémái (talaj, víz, levegő szennyeződés) adódnak a más kontinensekről odaszállított hulladék miatt. Több ezer ember dolgozik az illegális hulladékiparban, akik az alábbi egészségügyi kockázatoknak vannak kitéve: meddőség, vetélés, daganatos megbetegedések, hormonális betegségek és születési rendellenességek.

## Gazdasága

### Általános adatok
Ghána piacalapú gazdasággal rendelkezik, és viszonylag kevés politikai akadálya van a kereskedelemnek és a beruházásoknak a régió más országaival összehasonlítva. Jó természeti erőforrásokkal rendelkezik és a gazdaságát megerősítette a negyed évszázad viszonylag jó gazdálkodása, a versenyképes üzleti környezet és a szegénységi szint tartós csökkenése. A 2010-es években viszont elszenvedte a laza költségvetési politika, a magas költségvetési és folyó fizetési mérleg hiány, valamint a leértékelődő valuta következményeit.
A mezőgazdaság a 2010-es években a GDP mintegy 20% -át teszi ki, és a munkaerő több mint felét foglalkoztatja. Az arany, az olaj és a kakaó exportja, valamint az egyéni átutalások a deviza fő forrásai. A ghánai születőben lévő olajipar bővülése fellendítette a gazdasági növekedést, de az olajárak 2015 óta bekövetkezett csökkenése felére csökkentette az olajbevételét.
Az ország bruttó nemzeti összterméke (GDP) a Világbank várakozásai szerint 8,3%-kal nőhet 2018-ban, ezzel a növekedési ütemmel az adott évben a világ leggyorsabban fejlődő gazdasága lehet.

### Mezőgazdasága
A kakaót a sűrűn lakott Ashanti-küszöbön termesztik monokultúraszerűen. A kisparaszti birtokok sok idénymunkást foglalkoztatnak. Az ország évtizedeken át a világ vezető kakaótermesztője volt, de az elterjedő vírusfertőzés, illetve a talaj kimerülése miatt csökkent a termelés, ma már csak a második, de a cikk még így is a kivitel 1/3-át képviseli.
Az ország középső és északi részén a lakosság naturálgazdálkodást folytat. A kisparcellás művelés a munkaképes korú lakosság mintegy 85%-át foglalkoztatja. Az ország nem képes önellátására, gabonából, rizsből behozatalra szorul. A csapadékosabb területeken őshonos esőerdőt folyamatosan irtják, bár a feldolgozatlan farönkök exportját a kormány 1995-ben betiltotta. 

### Ipara
Nemzetközileg is jelentős mennyiségű aranyat, mangánércet és ipari gyémántot termelnek ki. Az arany, amelyről az egykori gyarmat az „Aranypart” nevet is kapta, Ghána egyik legfontosabb exportcikke.
A nagy mennyiségű, de még szerény kitermelésű bauxit a jövőben növelheti az ország bevételeit. 2007-ben felfedeztek egy tengeri olajmezőt, ami becslések szerint 3 milliárd hordó kőolajat rejt. Az olaj kitermelése 2010 végén kezdődött, ez adja az ország kivitelének 9%-át.
Fontosabb ipari ágazatai közé tartozik a faipar, az élelmiszeripar és a textilipar. A villamos energia nagy része a Volta folyón épült vízerőműből származik, mely 1965-ben készült el. (Az Akosombónál felépített gát felduzzasztotta a folyó vízét, és így egy 520 km hosszú, 8500 km²-es tó keletkezett, a tó feltöltődése miatt a területről körülbelül 80 000 embert kellett kitelepíteni). 1991 és 1999 között a 300 állami vállalat több mint 2/3-át privatizálták.
Az ipar legnagyobb része a déli tengerparton, és a fővárosban, Accrában tömörül.
A fő tengeri kikötő Temában található, 30 km-re keletre a fővárostól. Tema mélyvizű kikötője 1962-ben készült el. A városban összpontosul a gyáripar (alumíniumkohó, kőolaj-finomító, acélmű, cementgyár, halkonzerv- és csokoládégyár, textilipar).
A nyugaton található másik nagy kikötőváros, Sekondi-Takoradi bonyolítja le a faipari áruk és bányakincsek kereskedelmét, ipara is főként ezekhez a cikkekhez kötődik (fűrésztelepek, furnérgyárak). Takorai az új olajbányászat központja is, mivel a mélytengeri olajlelőhelyek Takoradiból érhetők el legegyszerűbben.
Az általános forgalmi adót 1998-ban vezették be, amelynek egységes mértéke 2000 óta 12,5%

### Külkereskedelme
Főbb áruk :
- Exporttermékek: arany, kakaó, nyersolaj, mangán, kesudió
- Importtermékek: közszükségleti cikkek, fémcsövek, hajók, autók, finomított kőolaj, rizs

Főbb kereskedelmi partnerek 2019-ben : 
- Export:  Svájc 23%,  India 17%,  Kína 12%, Egyesült Arab Emírségek 8%, Dél -Afrika 8%
- Import:  Kína 24%,  Nigéria 22%, Egyesült Államok 5%

## Közlekedése

### Közúti közlekedése

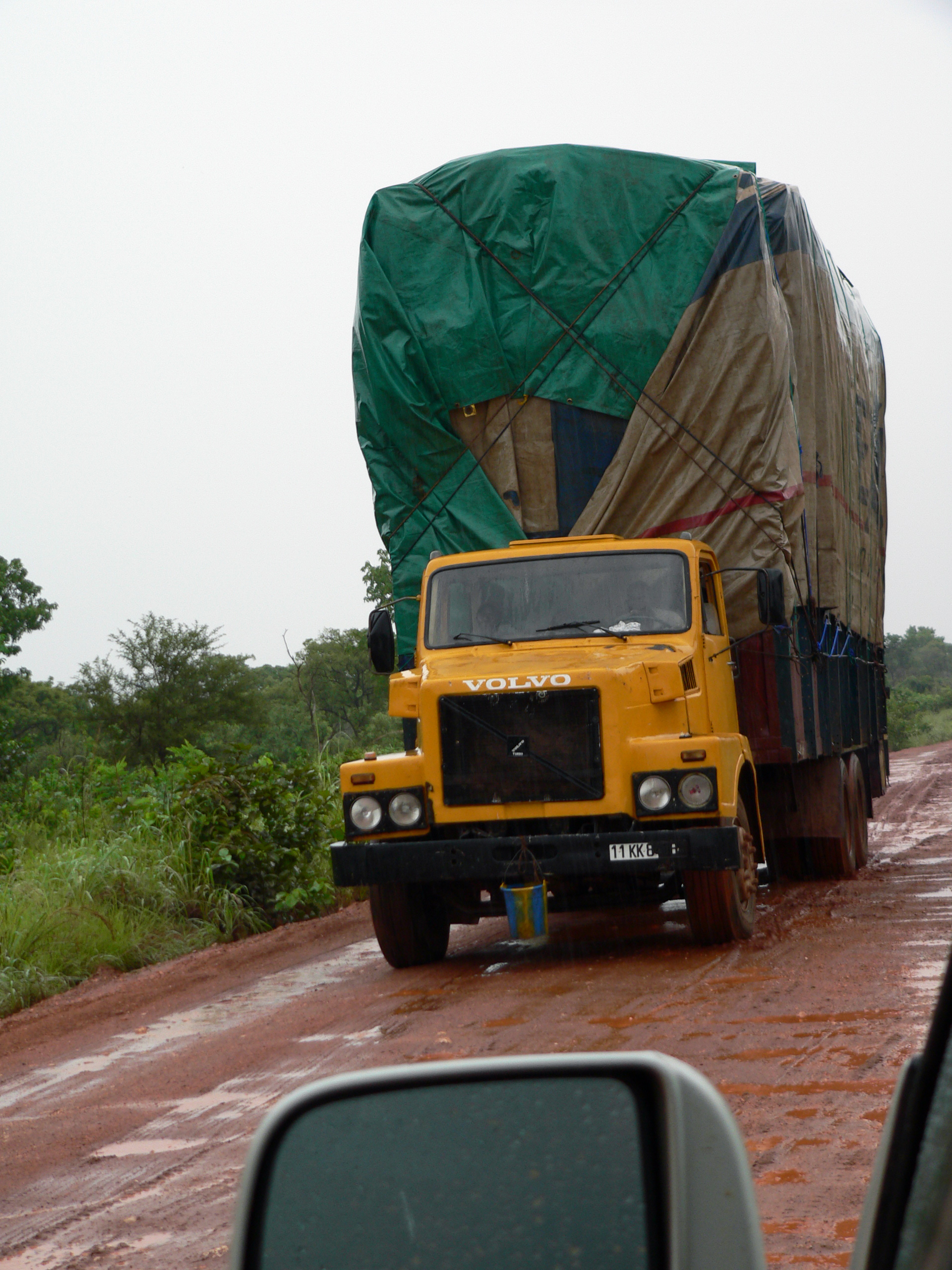
Egy túl magasan megrakott teherautó árut szállít

Az utak hossza 35 000 km, ebből 11 000 km aszfaltozott. A legfontosabb útvonalak a tengerparton futnak, és észak Ghánát, Togót, valamint Malit kötik össze a tengeri kikötőkkel. Egy európai szintű rövid autópálya található Accra és Tema között.
Az utakon főleg személygépkocsik és trotrók (=kisbuszok) közlekednek. Északon az emberek főleg kerékpárral járnak. Az utak túlterheltek és a levegő elég szennyezett, mivel a járművek elavultak.
A fő tömegközlekedési eszköz a trotro, amely egy 12–35 fős kisbusz. Az országban nincsenek buszmegállók, vagy csak kevés. Ha valaki le- vagy fel akar szállni, az jelez a buszsofőrnek.

### Légi közlekedése
A Kotoka International Airport Accrában a nemzetközi repülőtér, amelyet nemrégiben modernizáltak. Az országba menetrendszerű járatokat indít a Lufthansa, KLM, British Airways, Delta Airlines, Emirates, Egypt Air, Ethiopian Airline, South African Airways és Alitalia.
Az ország alábbi városaiban van belföldi reptér:
| - Accra - Kumasi - Tamale | - Sekondi-Takoradi - Sunyani - Wa | - Bolgatanga - Obuasi - Kade |

### Vízi közlekedése

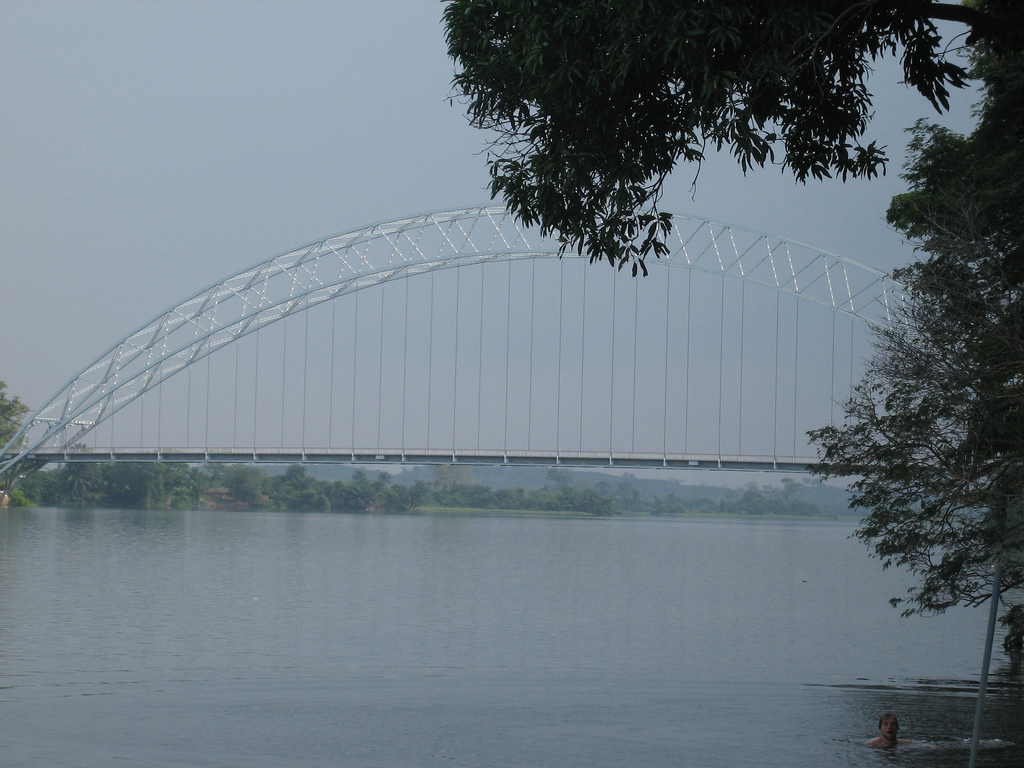
Hid a Volta folyón Atimpokunál

Tema és Sekondi-Takoradi a két nagy tengeri kikötő. 2002-ben felújították Tema kikötőjét, és modern terminálokat építettek.
A Volta-tavon árut és személyeket is szállítanak. A főbb kikötők a tó partján: Kpandu, Kete Krachi, Yeji és Yapei.

### Vasúti közlekedése
A gyarmati időkben kezdődött el a vasút építése, amelyen nyersanyagokat és árukat szállítottak. Az első vonalat 1907-ben kezdték el építeni Sekondi és Tarkwa között. Mára a vasúti áruszállítás gyakorlatilag megszűnt, a vasúti pályák felújításra szorulnak, illetve új vonalak építésére lenne szükség.

## Kultúra
Ghána legtöbb városa délen van, nagy részük a tengerparton. Bőség és nyomor egyaránt jelen van itt. Megtalálhatók a gyarmati múlt emlékei, a kétemeletes házak, elöl-hátul tágas verandákkal, amelyeket magas fa- vagy kőoszlopok támasztanak meg.
Északon a falusi lakosság főleg kerek, lapos vagy kúpos tetejű, sárból, gallyakból vagy más helyben található anyagból készült kunyhókban lakik. Egy-egy nagyobb család kunyhói kerítéssel vagy fallal körülkerített udvaron körben helyezkednek el. Az udvarban baromfit tartanak, itt raktározzák el a terményeket és pányvázzák ki éjszakára a nagyobb állatokat. Az ősök tisztelete ma is élő szokás és különböző szertartásokon emlékeznek meg a halottak szelleméről.
Minden ghánai városban - kicsiben és nagyban - van piacnap. Ezen a vidám és zajos eseményen az üzlet és a szórakozás keveredik. A nagyobb városok piacán szinte minden kapható: zöldség és szerelmi bájital, valamint a bennszülött hiedelmekre alapozott népszokások szerint készített bonyolult gyógyító szerek. A piacot a testes piaci mamák, azaz kofák uralják, akiknek üzleti fortélyai a maguk nemében egyedülállóak, politikai tájékozottságuk pedig helyi, regionális, néha országos ügyekben rendkívül figyelemre méltó.

### Oktatási rendszere
A függetlenség óta folyamatosan bővül a képzés, csökken az analfabéták száma. Az állami büdzséből 1994 és 2004 között 22% volt a képzésre fordított pénzösszeg aránya.
A 6 éves gyerek már iskolaköteles és ennek a minimuma 9 év.
A 2007-es oktatási reform bevezetése után a 4 éves gyerekeknek 2 évig óvodába, majd 6 éves kortól 6 évig általános iskolába, utána 3 évig Junior High School-ba kell járniuk, azután Senior High School-ban tanulnak 3 évet, ezután írják az érettségit (West African Senior Secondary Certificate Examination - WASSCE). Alternatívan lehet technikai iskolát végezni, ahol szakmunkás bizonyítványt kapnak a diákok.
Az országban 6 állami egyetem működik és számtalan magánegyetemet alapítottak.
| - Kwame Nkrumah University of Science and Technology, Kumasi - University of Ghana, Legon - University of Cape Coast, Cape Coast - University of Education, Winneba - University of Development Studies, Tamale - University of Mines and Technology, Tarkwa - Ghana Institute of Management and Public Administration (GIMPA), Accra - Central University College, Accra - Islamic University College, Ghana, Legon - Methodist University College Ghana, Accra - All Nations University College, Koforidua - Catholic University College of Ghana, Fiapre - Pentecost University College, Accra - Presbyterian University College, Abetifi - Valley View University, Oyibi - Wisconsin International University College, Accra - Regent University College of Science and Technology, Accra - Ashesi University College, Accra |

### Kulturális intézmények

#### Kulturális világörökség
Az UNESCO az emberiség közös kulturális örökségéhez tartozónak tekinti:
- Erődítmények és várak az Accrai, a Közép és a Nyugati Régióban (1979) - Ghánában páratlan sűrűségben maradtak fenn a rabszolga-kereskedelem emlékei. A kereskedelem biztosítására 1482 és 1786 között számos erődöt és várat épített egész sor európai ország. Ezeket sohasem építették át, így Ghánában jól lehet tanulmányozni a kora újkori európai erődépítészetet.
- Az asantik hagyományos építményei (1980) - A rabszolgavadászatot nem európaiak, hanem afrikai emberek végezték, és ők hajtották a zsákmányukat a tengerpartra. E tevékenység katonailag erős, jól szervezett államokat kívánt. Ezen államok egyike volt az asantiké. Az asantik nem csak erős hadsereget állítottak fel, hanem egyedi, fejlett kulturájuk volt.

### Művészetek
- Építészet
- Képzőművészetek
- Irodalom: Ghánai költők, írók listája
- Filmművészet

### Zene
|  |  |  |  |  |

A hagyományos ghánai zene alaphangszere a dob. A nagy ünnepeken a falubeliek a piactéren ünnepelnek. Többfajta táncot táncolnak ekkor, amit dobbal kísérnek: Bosoe, Adowa, Agbadza, Taka, Kpanlogo. Északon a fuvola kedvelt hangszer.
A dobból többféle változat is létezik, de a legismertebb a donno-dob, amelynek mindkét oldalán van bőr, tehát mindkét oldalán tudnak játszani. További dobok: kpanlogo, djembe, conga, kete, etwiay és atumpan.

### Gasztronómia
Ghánai konyha elég színes. A húsfélékben a marha, bárány, szárnyasok, kecske szerepel főleg, de vadhús is könnyen az asztalra kerül. Disznóhúst sokan vallási okokból nem fogyasztanak. A Guineai-öbölben és a folyók mentén halászat folyik.
A halat és a húsokat főleg rizzsel, kukoricával, kölessel, maniokával, yammal, taróval és édes krumplival fogyasztják el.
A kenyeret az asszonyok készítik el otthon. 3 fő kenyérfajta van: Sugar-Bread (édes, kalácsszerű, nagyobb cipó), Tea-Bread és Butter-Bread (nem cukrosak).
A tejtermékek elég drágák, így kevés tejet és sajtot esznek. Friss tejet és vajat is inkább importálnak.
A fő zöldségek: hagyma, paradicsom, sárgarépa, káposzta, zöldpaprika, bab, zöldbab, uborka, avokádó, padlizsán, spenót, okra, csilipaprika.
A ghánaiak 2 fő étkezést tartanak hagyományosan: délelőtt és este esznek.
Hagyományos ghánai ételek: Jollofrice (rizses hús), pörkölt, pálma leves, mogyoró leves, kelewele, banku, kenkey, gari és fufu.

## Sportélete
Az országban a nemzeti sport a labdarúgás, 1957-ben alapították meg a Ghánai Futball Szövetséget (Ghana Football Association - GFA). 2006-ban vettek részt első ízben a világbajnokságon. A labdarúgó-válogatott eddig 4 alkalommal nyerte meg az Afrikai Nemzetek Kupáját (1963, 1965, 1978, 1982).
- Lásd még: Ghánai labdarúgó-válogatott

Ghána 2004-ben az olimpián 31 sportolóval vett részt, azonban nem tudtak érmet szerezni. Eddigi eredményeik az olimpiákon: 1 ezüst és 3 bronz. A legeredményesebb sportág az ökölvívás. A labdarúgó-válogatottjuk bronzérmes lett az 1992. évi nyári olimpiai játékokon.
- Bővebben: Ghána az olimpiai játékokon

## Turizmus

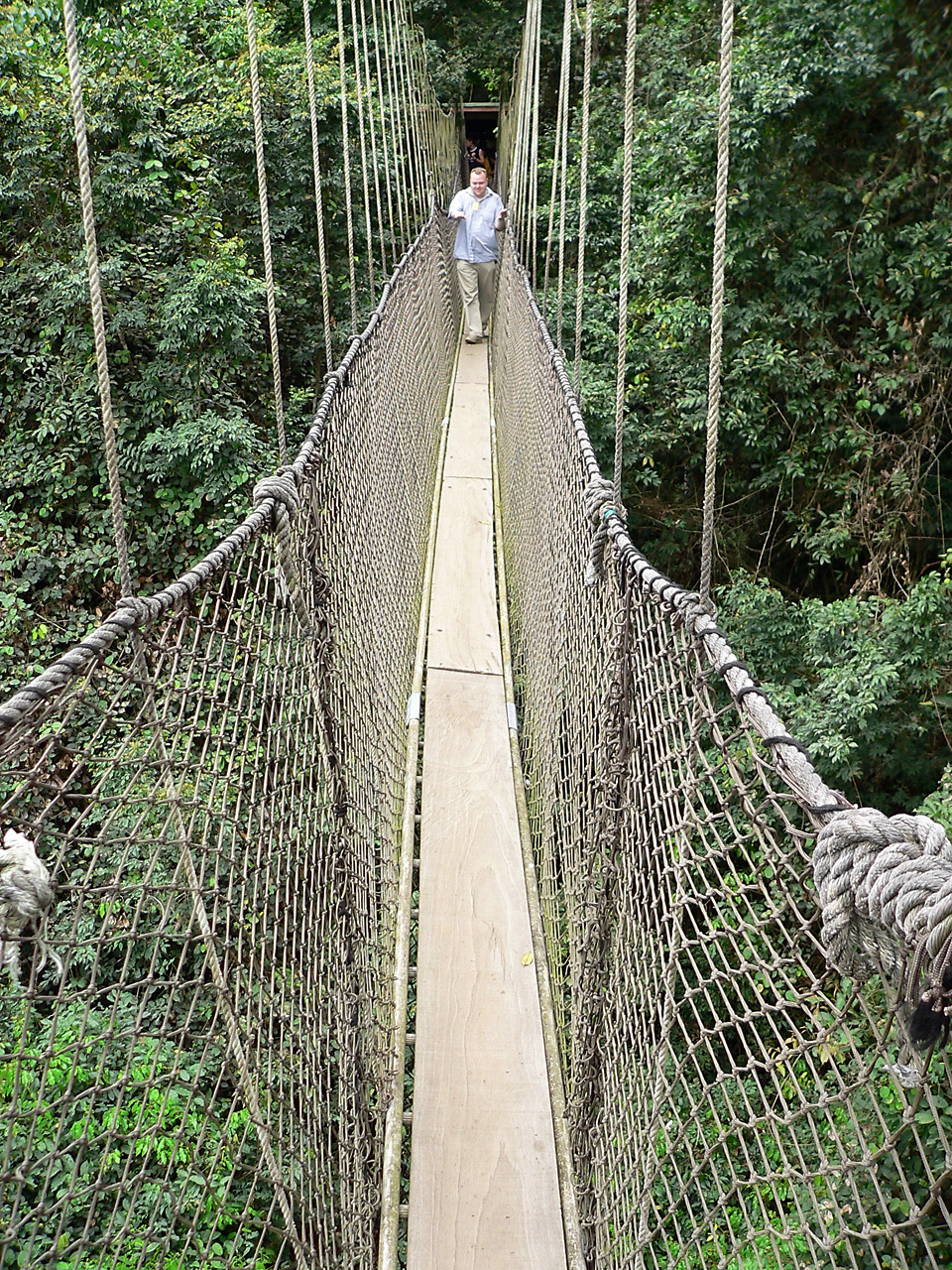
Függőhíd a fák koronája között - Kakum Nemzeti Park

### Látnivalók
A 16. században a Guineai-öböl partvidékén egymás után épültek a rabszolgák fogva-tartására szolgáló erődök. A 19. századra már átlagosan 6 kilométerenként összesen 76 erőd sorakozott az Aranypart mentén. Az erődítmények egy része épségben fennmaradt, ezek ma Ghána nemzeti örökségei, a világörökség részei. Az ország belsejében fekvő Kumasi a 18. században virágzó Asanti Királyság fővárosa ma is őrzi a királyság hagyományát. Kumasi asanti épületei szintén a világörökség részei. Ghána településein az év szinte minden hónapjára esik valamilyen fesztivál. A papok, a törzsfők, a halászok, a vadászok megtartják színes maszkos, zenével és tánccal kísért ünnepségeiket. További látnivalók Accra és a piacai, egyes tengerparti részek és halászfalvak, a vízesések és a nemzeti parkok.

### Oltások
Javasolt oltások Ghánába utazóknak:
- Hastífusz
- Hepatitis A (nagy a fertőzésveszély)
- Hepatitis B (nagy a fertőzésveszély)

Malária ellen tabletta van. (Nagy a kockázata a fertőzésnek).
Javasolt oltások bizonyos területekre utazóknak:
- Járványos agyhártyagyulladás
- Kolera
- Veszettség

Kötelező oltás, nemzetközi oltási igazolvány szükséges:
- Sárgaláz

## Média

### Újságok
Ghánában meglehetősen nagy a sajtószabadság. A rádió, TV és a sajtó különös megszorítások nélkül működhetik, talán a legszabadabban a kontinensen .
Megjelenő újságok:
| - Daily Graphic - Ghanaian Times - The Mirror - The Ghanaian Chronicle - Ghanaian Newsrunner - Daily Guide | - The Enquirer - The Independent - Ghana Palaver - The Statesman - Crusading Guide - Accra Daily Mail |

A Ghanaian Times, a Daily Graphic és a Mirror kormányzati országos újságok.

### Televíziók
A televíziózás Ghánában a legkedveltebb időtöltés. Az állami televíziócsatorna mellett az országban több csatorna is működik: Ghana Broadcasting Corporation (GBC).
Magántelevíziók: Metro TV, TV3, TV Africa, Private TV channel, Crystal TV (Kumasi), Multichoice (fizetős műholdas tv-csatornák)
Kábeltelevíziók: (MNET Cable, TV channel, V-NET Cable TV channel, Fantazia Cable TV channel, DSTV, Cable Gold).

### Rádióadók
29 rádió FM adó működik Accrában, 17 Kumasiban (a második legnépesebb város) és tíznél több elszórtan az országban. 2 országos adó van: GBC 1 és GBC 2.
| Ghánai rádióállomások |
| --- |
| - Adom FM – 106,3 MHz, Accra - Apam FM - 96,5 MHz - Ashh 101,1FM, Kumasi - Atlantis Radio – 87.9 MHz, Accra - BBC Radio Schedules, Accra - CHANNEL R 92,7 FM, Accra - Choice FM – 102.3 MHz, Accra - Citi 97,3 FM Livestream, Accra - CocoRadio - Eastern FM - 105,1 MHz, Koforidua - Focus FM - 94,3 MHz (egyetemi rádió), Kumasi - Fox 97,9 FM, Kumasi - GBC Radio 1, rövidhullámú - GBC Radio 2, rövidhullámú, angol nyelvű - Garden City Radio 92,1 FM, Kumasi - Gold FM - 90,4 MHz, Accra - Groove FM - 106,3 MHz, Accra - Han - 93.986 MHz, Upper West Region - Hello 102,1 FM, Kumasi - Invisible 104,4 FM, Kumasi - Joy FM - 99,7 MHz, Accra - Kapital, 97,1 FM, Kumasi - Kessben FM - 93,3 MHz, Kumasi - Kessewaa Radio - 94.5 MHz, Kumasi - Luv 99,5 FM, Kumasi - Mett 96,1 FM, Kumasi - Nananom FM, Goaso - NjoyOnline.com - Nkosuo 95,3 FM, Kumasi - Ogua FM - 94,7 MHz - Obonu FM, Accra - Otec 102,9 FM, Kumasi - Peace FM - 104,3 MHz, Accra - Radio Ada, Ada - Radio Gold, Livestream - Radio Hit, Accra - Radio Mercury 91,5 FM, Kumasi - Radio Universe (egyetemi rádió), Legon - Radio France International (RFI), Accra, Kumasi - Sekondi FM - 94,7 MHz, Sekondi-Takoradi - Sikaradio, Livestream - Skyy Power FM, Takoradi - SOLID FM - 103.7 MHz, Kumasi - SPACE FM - 87,7 MHz, Sunyani - Spirit 88,3 FM, Kumasi - Sunny FM – 88,7 MHz, Accra - Sunrise FM - 106,7 MHz, Koforidua - Swedru FM - 98,6 MHz - Unique FM – 95,7 MHz, Accra - Vibe FM - 91,1 MHz, Accra - Zuria 88,7 FM, Kumasi |

### Egyéb telekommunikációs adatok
| Hívójel prefix | 9G |
| ITU zóna       | 46 |
| CQ zóna        | 35 |

## Ünnepnapok
- Január 1.: újév
- Március 6.: a függetlenség napja
- Május 1.: a munka ünnepe
- Nagy péntek
- Húsvét hétfő
- Május 25.: Afrika egységének napja
- Július 1.: a köztársaság napja
- December első pénteke: a farmerek napja
- December 25–26.: karácsony
- December 31.: a forradalom napja
- Id al-Adha: áldozati ünnep
- Id al-Fitr: a böjt megtörésének ünnepe (a Ramadán záró napja)

A két utolsó ünnepnap muzulmán ünnep. A holdnaptár miatt csúszó ünnepek, nincs előre rögzített időpontjuk, mint a karácsonynak.